# Cazenovia (Wisconsin)
Cazenovia é uma vila localizada no estado norte-americano de Wisconsin, no Condado de Richland e Condado de Sauk.

## Demografia
Segundo o censo norte-americano de 2000, a sua população era de 326 habitantes.
Em 2006, foi estimada uma população de 330, um aumento de 4 (1.2%).

## Geografia
De acordo com o United States Census Bureau tem uma área de
2,5 km², dos quais 2,3 km² cobertos por terra e 0,2 km² cobertos por água.

## Localidades na vizinhança
O diagrama seguinte representa as localidades num raio de 16 km ao redor de Cazenovia.